# Смирнов, Виктор Петрович (поэт)
Виктор Петрович Смирнов (10 марта 1942, дер. Киселёвка, Починковский район, Смоленская область, РСФСР — 16 февраля 2016, Смоленск, Российская Федерация) — русский поэт, председатель Смоленского отделения Союза писателей России (1989—2013).

## Биография
Родился в семье учителя, убитого  немецко-фашистскими оккупантами в 1941 г. Уже в 16 лет, учась в Тростянской средней школе, напечатал своё первое стихотворение в молодёжной областной газете «Смена». По окончании десятилетки в 17 лет стал литературным сотрудником районной газеты «Знамя труда» (посёлок Екимовичи Смоленской области), в которой печатал статьи, очерки, фельетоны, стихи. Во время службы в рядах Советской Армии вышла его дебютная стихотворная публикация в журнале «Советский воин».
В 1965 г. был рекомендован своим знаменитым земляком А. Т. Твардовским в Литературный институт имени А. М. Горького. Своё письмо на имя заведующего кафедрой С. Вашенцева мастер закончил так: «Его стихи, на мой взгляд, свидетельствуют о несомненной одарённости».
Подборки его стихотворений появлялись в таких популярных журналах как «Юность», «Молодая гвардия», «Новый мир», «Москва», «Наш современник», «Огонёк» и др. Он стал дважды лауреатом журнала «Молодая гвардия».
В московских издательствах выходили его поэтические сборники («Русское поле», «Громовая криница», «Берег бытия» и другие).
Член Союза писателей СССР с 1975 г., председатель Смоленского отделения Союза писателей России (1989—2013).
Автор 15 поэтических книг. Кроме того, им опубликованы в московских журналах воспоминания о своём учителе Твардовском, размышления о творчестве С. Есенина,  воспоминания об отце и сыне Рыленковых. Смоленские композиторы написали на его стихи несколько песен.
Лауреатом четырёх престижных творческих премий: имени А. С. Пушкина, имени А. Т. Твардовского, имени М. В. Исаковского, имени Андрея Платонова. В последние годы подборки его стихов публиковались в газете «Литературная Россия», журналах «Завтра», «Молодая гвардия», «Наш современник», «Дон», «Подъем» и других.

## Поэтические сборники
- Смирнов В. П. Русское поле: Стихи. — М.: Московский рабочий, 1971. — 96 с.
- Смирнов В. П. Громовая криница: Стихи. — М.: Советский писатель, 1975. — 120 с.
- Смирнов В. П. Прялка матери: Стихи / [Худож. И. Гусева]. — М.: Советский писатель, 1980. — 126 с., ил.
- Смирнов В. П. Осиновый огонь: Стихи. — М.: Московский рабочий, 1982. — 95 с.
- Смирнов В. П. Берег бытия: Стихи. — М.: Правда, 1983. — 32 с.
- Смирнов В. П. Земная колокольня: Стихи. — М.: Современник, 1986. — 109 с.
- Смирнов В. П. Ночная птица: Стихи. — М.: Советский писатель, 1986. — 192 с.
- Смирнов В. П. Трава под снегом: Стихотворения / [Худож. Е. Ковалева]. — М.: Молодая гвардия, 1989. — 192 с., ил.
- Смирнов В. П. Крыльцо: Стихи. — Смоленск: Московский рабочий, 1990. — 127 с.
- Смирнов В. П. Языческая пляска: Стихотворения / [Худож. Ю. Пожарская]. — М.: Русская книга, 1992. — 303 с., ил.
- В гостях у жизни: Стихотворения. — М., 2004. — 512 с.
- Ветка вьюги: Стихотворения / Предисл. В. Бокова. — М., 2005. — 512 с.
- Молния в колосьях: Стихотворения. — М., 2006. — 512 с.